# Ferdinando d'Aragona (1488-1550)
Ferdinando d'Aragona (Andria, 15 dicembre 1488 – Valencia, 26 ottobre 1550) è stato un principe italiano.

## Biografia
Ferdinando d'Aragona fu duca di Calabria ed erede al trono di Napoli; in seguito venne nominato viceré di Valencia. Era il figlio maggiore del re Federico I di Napoli e di Isabella del Balzo. Giocò un ruolo significativo nella politica mediterranea della Corona d'Aragona agli inizi del XVI secolo. Egli non deve essere confuso con il suo famoso contemporaneo, parente e omonimo re Ferdinando II d'Aragona.
Nel 1501 le truppe di Luigi XII di Francia e di Ferdinando il cattolico occuparono il Regno di Napoli durante la guerra di Napoli (1499-1504). Il giovane Ferdinando si trovava a Taranto, che fu assediata dalle forze spagnole sotto il comando di Gonzalo Fernández de Córdoba. Durante l'assedio, gli fu assicurata la libertà dopo la resa della città, ma Ferdinando fu fatto prigioniero e portato in Spagna dove rimase sotto la tutela dei sovrani iberici per oltre venti anni.
Nel 1526 sposò Germana de Foix, vedova del re d'Aragona, diventando viceré di Valencia, dove stabilì una corte vivace che promosse il teatro e la musica.
Dopo la morte di Germana nel 1538, prese come moglie in seconda nozze nel 1541, Mencia de Mendoza vedova di Enrico III di Nassau-Breda.
Morì nel 1550 lasciando i suoi beni al monastero di San Miguel de los Reyes, tra i quali la sua voluminosa biblioteca. Fu sepolto in questo monastero con la prima moglie, Germana de Foix.
Con la sua morte senza discendenti legittimi, si estinse la linea maschile della dinastia d'Aragona-Napoli.

## Ascendenza
|                                        |                                       |                                                | Genitori                                       |  |  | Nonni |  |  | Bisnonni            |  |  | Trisnonni              |  |
|                                        |                                       |                                                |                                                |  |  |       |  |  | Alfonso V d'Aragona |  |  | Ferdinando I d'Aragona |  |
|                                        |                                       |                                                |                                                |  |  |       |  |  | Alfonso V d'Aragona |  |  | Ferdinando I d'Aragona |  |
|                                        |                                       | Leonor de Alburquerque                         |                                                |  |  |       |  |  | Alfonso V d'Aragona |  |  |                        |  |
| Ferdinando I di Napoli                 |                                       |                                                |                                                |  |  |       |  |  | Alfonso V d'Aragona |  |  |                        |  |
|                                        |                                       | Gueraldona Carlino                             | Enrico Carlino                                 |  |  |       |  |  |                     |  |  |                        |  |
|                                        |                                       | Gueraldona Carlino                             | Enrico Carlino                                 |  |  |       |  |  |                     |  |  |                        |  |
|                                        |                                       | Gueraldona Carlino                             | Isabella Carlino                               |  |  |       |  |  |                     |  |  |                        |  |
| Federico I di Napoli                   |                                       | Gueraldona Carlino                             |                                                |  |  |       |  |  |                     |  |  |                        |  |
|                                        |                                       | Tristan de Clermont-Lodève, conte di Copertino | Dèodat II, signore di Clermont-Lodève          |  |  |       |  |  |                     |  |  |                        |  |
|                                        |                                       | Tristan de Clermont-Lodève, conte di Copertino | Dèodat II, signore di Clermont-Lodève          |  |  |       |  |  |                     |  |  |                        |  |
|                                        |                                       | Tristan de Clermont-Lodève, conte di Copertino | Isabelle de Roquefeuil                         |  |  |       |  |  |                     |  |  |                        |  |
| Isabella di Chiaromonte                |                                       | Tristan de Clermont-Lodève, conte di Copertino |                                                |  |  |       |  |  |                     |  |  |                        |  |
|                                        |                                       | Caterina Orsini del Balzo                      | Raimondo Orsini del Balzo, principe di Taranto |  |  |       |  |  |                     |  |  |                        |  |
|                                        |                                       | Caterina Orsini del Balzo                      | Raimondo Orsini del Balzo, principe di Taranto |  |  |       |  |  |                     |  |  |                        |  |
|                                        |                                       | Caterina Orsini del Balzo                      | Marie d'Enghien                                |  |  |       |  |  |                     |  |  |                        |  |
| Ferdinando d'Aragona, duca di Calabria |                                       | Caterina Orsini del Balzo                      |                                                |  |  |       |  |  |                     |  |  |                        |  |
|                                        | Francesco II del Balzo, duca d'Andria | Guglielmo del Balzo, II duca d'Andria          |                                                |  |  |       |  |  |                     |  |  |                        |  |
|                                        | Francesco II del Balzo, duca d'Andria | Guglielmo del Balzo, II duca d'Andria          |                                                |  |  |       |  |  |                     |  |  |                        |  |
|                                        | Francesco II del Balzo, duca d'Andria | Antonia Brunforte                              |                                                |  |  |       |  |  |                     |  |  |                        |  |
| Pirro del Balzo, principe d'Altamura   | Francesco II del Balzo, duca d'Andria |                                                |                                                |  |  |       |  |  |                     |  |  |                        |  |
|                                        |                                       | Sancia di Chiaromonte                          | Tristan de Clermont-Lodève, conte di Copertino |  |  |       |  |  |                     |  |  |                        |  |
|                                        |                                       | Sancia di Chiaromonte                          | Tristan de Clermont-Lodève, conte di Copertino |  |  |       |  |  |                     |  |  |                        |  |
|                                        |                                       | Sancia di Chiaromonte                          | Caterina Orsini del Balzo                      |  |  |       |  |  |                     |  |  |                        |  |
| Isabella del Balzo                     |                                       | Sancia di Chiaromonte                          |                                                |  |  |       |  |  |                     |  |  |                        |  |
|                                        |                                       | Gabriele Orsini del Balzo, duca di Venosa      | Raimondo Orsini del Balzo, principe di Taranto |  |  |       |  |  |                     |  |  |                        |  |
|                                        |                                       | Gabriele Orsini del Balzo, duca di Venosa      | Raimondo Orsini del Balzo, principe di Taranto |  |  |       |  |  |                     |  |  |                        |  |
|                                        |                                       | Gabriele Orsini del Balzo, duca di Venosa      | Marie d'Enghien                                |  |  |       |  |  |                     |  |  |                        |  |
| Maria Donata Orsini del Balzo          |                                       | Gabriele Orsini del Balzo, duca di Venosa      |                                                |  |  |       |  |  |                     |  |  |                        |  |
|                                        |                                       | Giovanna Caracciolo del Sole                   | Giovanni Caracciolo, principe di Capua         |  |  |       |  |  |                     |  |  |                        |  |
|                                        |                                       | Giovanna Caracciolo del Sole                   | Giovanni Caracciolo, principe di Capua         |  |  |       |  |  |                     |  |  |                        |  |
|                                        |                                       | Giovanna Caracciolo del Sole                   | Caterina Filangieri                            |  |  |       |  |  |                     |  |  |                        |  |
|                                        |                                       | Giovanna Caracciolo del Sole                   |                                                |  |  |       |  |  |                     |  |  |                        |  |